# Кайова-таноанські мови

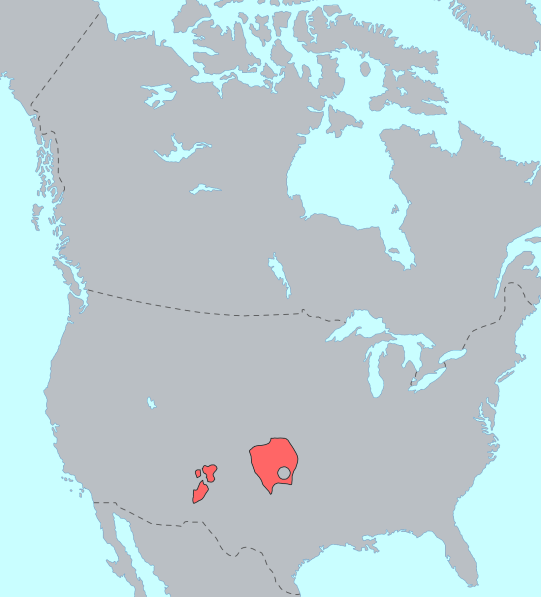
Поширення кайова-таноанських мов до європейців.

Кайова-таноанські мови (англ. Kiowa-Tanoan) — індіанська мовна родина до якої входить мова кайова, поширена в південній частині прерій і три мови південного-заходу США які відносяться до культури пуебло, поруч керенськими мовами, юто-ацтецькою хопі та ізолятом зуні.